# Lardosa
Lardosa is een plaats (freguesia) in de Portugese gemeente Castelo Branco en telt 1044 inwoners (2001).